# Morrow (Geórgia)
Morrow é uma cidade localizada no estado americano de Geórgia, no Condado de Clayton.

## Demografia
Segundo o censo americano de 2000, a sua população era de 4882 habitantes.
Em 2006, foi estimada uma população de 5395, um aumento de 513 (10.5%).

## Geografia
De acordo com o United States Census Bureau tem uma área de 7,6 km², dos quais 7,6 km² cobertos por terra e 0,0 km² cobertos por água.

## Localidades na vizinhança
O diagrama seguinte representa as localidades num raio de 12 km ao redor de Morrow.